# Теано (дъщеря на Кисей)
Вижте пояснителната страница за други значения на Теано.
Теано (на старогръцки: Θεανώ, Theano) в древногръцката митология е жрица на Атина в Троя. Тя е дъщеря на цар Кисей в Западна Тракия и Телеклея, дъщеря на цар Ил, основателят на Троя.
Теано е омъжена за Антенор, цар в Тракия. Той е син на дарданеца Есиетес и Клеоместра.
Според Омир нейният съпруг е най-мъдрият от троянците и приема Агамемнон и Одисей преди избухването на Троянската война. След падането на Троя Теано и Антенор отиват с Еней в Италия и основават град Падуа.
Според Омир Теано е майка на девет сина и една дъщеря:
- Агенор;
- Акамант,
- Лаокоон (Лаодам);
- Акастос;
- Агесандър;
- Демолеон;
- Ификратес;
- Хеликаон;
- Архелох;
- Крино (дъщерята).